# Wochenwebschau
Die Wochenwebschau war ein Informationsangebot der ARD rund um das Geschehen im Internet, das im Internet und im Fernsehen angeboten wurde. Nach einer Testphase von 2012 bis 2013 als werktägliche Sendung mit dem Titel Tageswebschau, wurde die Sendung seit dem 2. August 2013 als wöchentliche Sendung mit einer Länge von ca. 7 bis 10 Minuten ausgestrahlt. Die Ausstrahlung neuer Folgen erfolgt immer Donnerstag. Die Erstausstrahlung erfolgt immer auf dem Sender tagesschau24. Am Freitag erfolgt dann immer Eine Wiederholung  auf EinsPlus um 20.05 Uhr und beim Sender EinsFestival um ca. 23.30 Uhr.

## Beschreibung
Das Format bereitete wöchentlich wichtige Nachrichten aus Politik, Wirtschaft und allen anderen Bereichen der Gesellschaft aus Sicht oder mit Bezug zur Netz-Gemeinschaft auf. Die Sendung bestand aus Filmbeiträgen und Grafiken und wurde von den Moderatoren Nina Heinrichs, Teja Adams und Fabian Nolte präsentiert.
Die Redaktion war bei Radio Bremen angesiedelt. Produziert wurde die Sendung von der „Digitalen Garage“, einer Redaktion von Radio Bremen, die den Auftrag hat, innovative und crossmediale Projekte zu entwickeln.

## Geschichte
Ende November 2011 votierten die ARD-Intendanten auf ihrer Sitzung in Bremen für einen sechsmonatigen Probebetrieb dieses Kooperationsprojektes. Das Angebot soll auch über soziale Netzwerke und mobil verfügbar sein. Seit dem 4. Juni 2012 wird die Sendung im Fernsehen bei tagesschau24, EinsPlus und EinsFestival und auf den Online-Seiten der jungen Hörfunkwellen der Landesrundfunkanstalten angeboten. Die ARD hatte vorerst einen sechsmonatigen Probebetrieb vorgesehen, den die ARD-Intendantinnen und -Intendanten am 26. November 2012 um weitere sechs Monate verlängerten. Am 25. April 2013 wurde bekannt, dass die Sendung Tageswebschau eingestellt wird. Die letzte Ausgabe wurde am 31. Mai 2013 ausgestrahlt.
Jede Ausgabe der Tageswebschau war drei Minuten lang und wurde von einer Off-Stimme präsentiert. Die Internet-User konnten mit Hilfe eines interaktiven Webplayers zu den einzelnen Themen weiterführende, zusätzliche Informationen und Inhalte abrufen. Die Redaktion war bei Radio Bremen angesiedelt, die Abnahme lag in Händen von ARD-aktuell in Hamburg, der Hessische Rundfunk erstellte die Grafiken. Produziert wurde die Sendung von der „Digitalen Garage“.
Seit dem 2. August 2013 wurde die Sendung als Wochenwebschau fortgesetzt. Die Sender bleiben gleich. Ausgenommen davon war der Sender tagesschau24. Seit Juli 2014 wurde die Wochenwebschau auch auf tagesschau24 gesendet. Bei EinsPlus ersetzte die Wochenwebschau die Freitagsausgabe der Tagesschau um 20:00 Uhr. Am 18. Dezember 2015 wurde bekannt, dass die Sendung Wochenwebschau eingestellt wird. Die letzte Ausgabe wurde am 18. Dezember 2015 ausgestrahlt. Seit März 2016 produziert und sendet die Digitale Garage von Radio Bremen das neue Format „Was mit Fabian“, rund um den YouTuber und Ex-Wochenwebschau-Moderator Fabian Nolte.